# Attentat manqué de la Gare centrale de Bonn
L'attentat manqué de la Gare centrale de Bonn est une attaque terroriste après la découverte d'un engin explosif à la gare centrale de Bonn le 10 décembre 2012. Après cette découverte, le trafic ferroviaire à la Gare centrale de Bonn et autour de Bonn a été interrompu pendant plusieurs heures. Après la désactivation et la destruction ciblée de l'engin explosif improvisé, la police a enquêté sur des soupçons de tentative d'attentat à la bombe. L'enquête a été reprise par le parquet fédéral car on soupçonnait que les suspects provenaient du milieu islamiste radical.

## Découverte et désamorçage

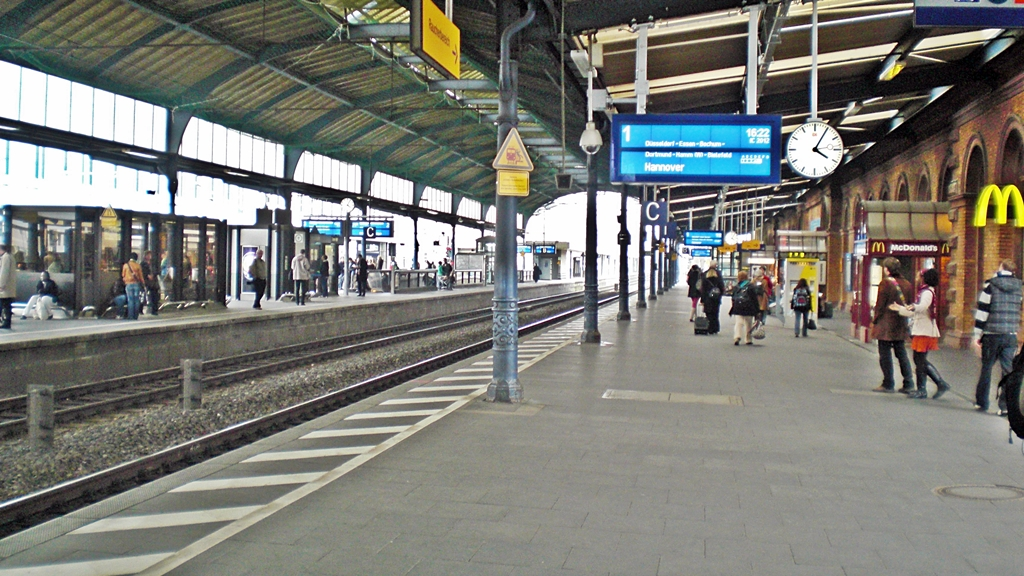
Hall des quais de la gare centrale de Bonn

Le 10 décembre 2012 vers midi, un voyageur a découvert un sac de voyage abandonné sur le quai principal (quai 1) de la Gare centrale de Bonn et a signalé le bagage suspect au personnel de la Deutsche Bahn. La police fédérale locale, alertée, a évacué toute la gare, bouclé le bâtiment ainsi que les places et rues environnantes et arrêté tout trafic ferroviaire via la gare centrale de Bonn. Les experts en explosifs de la police fédérale ont ouvert le sac en tirant avec un engin spécial télécommandé, un pistolet à eau. Il contenait des récipients métalliques contenant de la poudre. La police de Cologne et l'Office de police criminelle du Land de Rhénanie-du-Nord-Westphalie ont ensuite enquêté pour savoir si cette construction était potentiellement dangereuse. Il n'y a eu aucun blessé ni dommage matériel.

## Enquête
La police a lancé une chasse à l'homme à grande échelle et a depuis annoncé que le sac de voyage contenait les composants d'un engin explosif non conventionnel considéré comme très dangereux. Il s'agissait d'un tube métallique rempli de nitrate d'ammonium, semblable à une bombe artisanale, autour duquel étaient attachées quatre cartouches de gaz butane. Le dispositif d'allumage correspondant était constitué d'une construction avec un réveil fonctionnant sur batterie. Un jour après la découverte de l'engin explosif, la police a placé en garde à vue deux hommes du milieu salafiste de Bonn sur la base de témoignages, mais ils ont été libérés peu de temps après car ils n'étaient pas soupçonnés du crime. Selon d'autres informations, l'engin explosif n'a pas pu être déclenché car le détonateur manquait.
Le 14 décembre 2012, le parquet fédéral a repris l'affaire et l'enquête. Selon les autorités, la raison était la preuve fiable que les suspects avaient des liens avec des milieux islamiques radicaux. Il y a des indices qui laissent penser qu'il s'agit d'une tentative d'attaque menée par une organisation terroriste islamiste radicale. Le parquet fédéral a chargé l’Office fédéral de la police criminelle de mener l’enquête complémentaire.
En octobre 2013, le procureur général fédéral a identifié l'un des auteurs filmés par une caméra de surveillance comme étant Marco G., un Allemand converti à l'islam et considéré comme faisant partie du mouvement salafiste de Bonn. Il était déjà en prison pour une tentative d'assassinat planifiée contre Markus Beisicht, le chef du parti Pro NRW. Lors d'une perquisition à domicile à Marco G., des produits chimiques et des armes ont été trouvés. Des fragments d'ADN ont été récupérés à partir de l'engin explosif et du sac qu'il contenait, qui pourraient être attribués sans équivoque au partenaire de G et à leur fils.

## Procès
En mars 2014, le tribunal régional supérieur de Düsseldorf a inculpé Marco G. et trois autres complices pour appartenance à une organisation terroriste islamiste, tentatives de meurtres et tentative de détonation d'explosifs. Le procès a également révélé que le détonateur contenant l'explosif initial n'avait pas été retrouvé lorsque la bombe a été découverte. D'autre part, l'accusé avait créé dans sa cuisine un mélange qui aurait pu servir d'explosif initial, de sorte que le ministère public suppose que la bombe était finalement complète.
Lors du procès en novembre 2015, on a appris que des objets tranchants, un téléphone portable et des plans de prison avaient été retrouvés dans la cellule de Marco G. Il a ensuite été transféré dans une autre prison et une enquête sur la libération du prisonnier a été ouverte.
Le 3 avril 2017, Marco G. a été condamné à la réclusion à perpétuité par le tribunal régional supérieur de Düsseldorf, qui a jugé sa culpabilité. Cela signifie qu'une libération anticipée n'est pas possible après 15 ans, comme c'est habituellement le cas avec la réclusion à perpétuité en Allemagne, mais après 15 ans, la chambre d'exécution de la prison fixera une nouvelle période minimale de service avant une éventuelle demande de libération. Ses complices Enea B., Koray D. et Tayfun S. ont été condamnés à des peines de prison allant de neuf ans et demi à douze ans.